# Nikolaus August Otto
Nikolaus August Otto (Holzhausen an der Haide, 10 giugno 1832 – Colonia, 26 gennaio 1891) è stato un ingegnere tedesco, inventore del primo motore a combustione interna a quattro tempi.

## Biografia
Otto era l'ultimo di sei figli del gestore del locale ufficio postale. Ancora bambino, Nikolaus Otto rimase orfano di padre, fatto che gettò il resto della famiglia in condizioni economiche difficili, tanto che Nikolaus Otto non poté permettersi degli studi regolari. Fin da giovanissimo venne comunque avviato a studi di tipo commerciale, ma dopo due anni di liceo dovette abbandonare per le ristrettezze economiche della famiglia e dovette imparare un mestiere. Questi fatti lo portarono a inserirsi nel mondo del lavoro svolgendo l'attività di commesso viaggiatore. Dopo anni, Nikolaus Otto fiutò le grandi potenzialità dei motori a gas. Questi motori avevano fino a quel momento un punto di riferimento, riconducibile a Felice Matteucci e Eugenio Barsanti, con il loro motore presentato il 5 giugno 1853 presso l'Accademia dei Georgofili di Firenze e, nell'anno successivo, riuscirono a brevettarla in Inghilterra (Obtaining Motive Power by the explosion of Gases). Negli anni successivi l'invenzione ottenne il brevetto nel Regno di Sardegna, in Francia, Austria, Belgio, di nuovo in Inghilterra (1857) e in altri Paesi.
Otto lasciò quindi il suo lavoro di commesso viaggiatore e si lanciò nell'impresa di produrre un motore che fosse un'evoluzione di quello di Lenoir: più compatto e leggero e soprattutto più economico. Iniziò questa attività nel 1860: la base per i suoi primi motori sperimentali era sempre ispirata ai progetti di Barsanti e Matteucci. Dopo aver condotto una serie di ricerche sul funzionamento dei motori di Lenoir, Otto si dedicò alla realizzazione di esperimenti sui motori a combustione interna. Il 2 gennaio del 1862 brevettò un primo prototipo sperimentale di quello che può essere considerato il primissimo motore a quattro tempi.
Nel 1864, insieme all'ingegnere Eugen Langen, fondò una ditta, la N. A. Otto & Cie, progenitrice dell'attuale Deutz AG, che nel 1866 produsse il primo modello di motore, un monocilindrico che presentava un consumo molto più basso di quello del motore di Lenoir. Tale motore venne tra l'altro presentato alla seconda Esposizione Universale di Parigi, dove svettò sugli altri motori presentati per le sue caratteristiche di minor consumo e di minori costi di realizzazione. Per questi motivi, Otto e Langen vennero premiati con la medaglia d'oro.

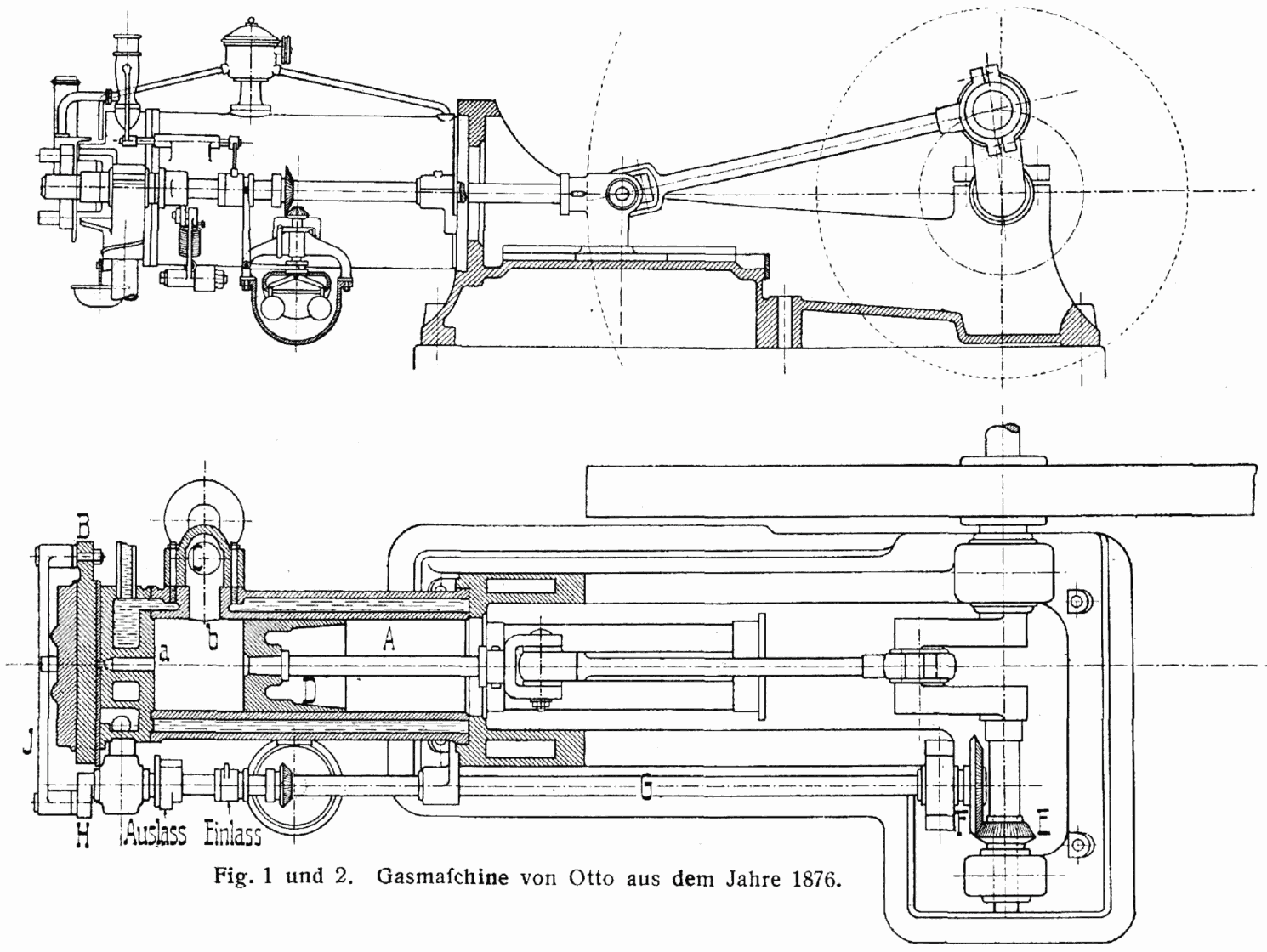
Il progetto del motore a ciclo Otto, realizzato nel 1876 in collaborazione con Daimler e Maybach

Nel frattempo, l'azienda fondata da Otto e Langen cambiò ragione sociale in Gasmotoren-Fabrik Deutz AG. Nel 1872 l'azienda vide l'ingresso di due personaggi di enorme spessore: Gottlieb Daimler e Wilhelm Maybach, destinati a essere i primi inventori dell'automobile assieme a Karl Benz. Mentre Daimler entrò alla Deutz come direttore di produzione, Maybach fu inizialmente assunto come disegnatore e progettista, per poi essere promosso qualche anno dopo al ruolo di progettista capo.
Il 2 gennaio del 1875, Otto, conscio delle evidenti pecche del suo motore, incaricò Daimler e Maybach di realizzare un motore che eliminasse o quantomeno riducesse drasticamente tali inconvenienti. A rendere il motore a combustione interna efficiente fu l'introduzione della fase di compressione da parte dei due. Questo motore venne brevettato nel 1876 dall'Ufficio Brevetti dell'Impero germanico. Tale motore, noto anche come motore a ciclo Otto, riscosse grande successo e, nella nascente industria automobilistica, divenne il modello base per la maggior parte dei moderni motori a combustione interna.

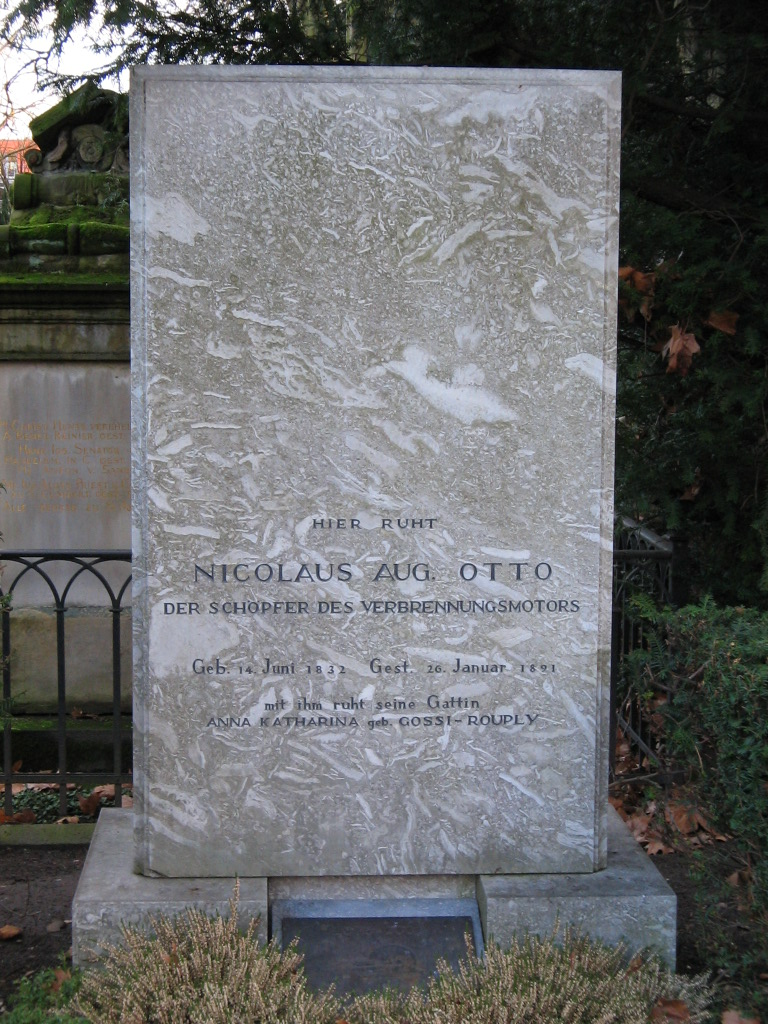
La tomba di Otto a Colonia

All'interno dell'azienda cominciarono a emergere i primi contrasti tra Otto e Langen da una parte e Daimler dall'altra. Maybach, con la sua personalità austera e riservata, non si intrometteva tra le due parti. Mentre Daimler premeva per la costruzione di motori ancora più compatti e leggeri da applicare per il trasporto su "carrozze motorizzate", Otto era più propenso alle applicazioni statiche di tipo industriale.
Nel frattempo, il motore introdotto da Otto nel 1876 subì ulteriori migliorie e venne reso più compatto e leggero. Ma, contemporaneamente, divennero sempre più aspre le incomprensioni tra Daimler e Otto. Secondo il direttore di produzione, Otto non riconosceva abbastanza meriti sia a Daimler stesso, sia a Maybach. Resta il fatto che, quando nel 1882 Daimler e Maybach si dimisero, la Deutz versò ai due (e specialmente a Daimler) una lauta somma che, tra l'altro, avrebbe permesso loro di dar vita al primo germe di quella che sarebbe stata la Daimler Motoren Gesellschaft. Sempre nel 1882, Otto venne insignito della laurea ad honorem in ingegneria, una grande soddisfazione per l'inventore tedesco.
I contrasti tra Otto e Daimler, però, perdurarono fino a quando, nel 1883, il primo intentò una causa legale contro Daimler, reo di aver utilizzato abusivamente i suoi motori coperti da brevetto. Nel corso della causa, durata quasi tre anni, emerse che già nel 1862 un francese, Alphonse Beau de Rochas, aveva realizzato e depositato il brevetto di un motore dalle caratteristiche simili. Per questo motivo, unitamente al fatto che Daimler possedeva una dialettica migliore e più convincente, Otto perse la causa e, all'inizio del 1886, il suo brevetto di dieci anni prima venne annullato. Le diatribe legali, conclusesi oltretutto in modo negativo per Nikolaus Otto, minarono profondamente la sua salute: Otto morì il 26 gennaio del 1891 nella sua abitazione a Heumarkt, un quartiere di Colonia. I suoi resti riposano ancor oggi nel cimitero della città.
Dal 1996 il suo nome è stato inserito nell'Automotive Hall of Fame unitamente a quelli dei più grandi personaggi che hanno dato sviluppo all'industria automobilistica.
Attualmente anche al Deutsches Museum di Monaco c’è una targa,in cui si afferma che il primo motore a scoppio a combustione interna  era stato inventato da Barsanti e Matteucci

## Vita privata
Nikolaus Otto era sposato con Anna Gossi, dalla quale ebbe ben sette figli, uno dei quali, Gustav, sarebbe divenuto nel 1917 uno dei fondatori della Bayerische Motoren Werke (nota in seguito semplicemente come BMW).

## Rivendicazioni brevettuali
Indipendentemente da Otto, il motore a quattro tempi venne inventato da Christian Reithmann nel 1860 e Alphonse Beau de Rochas nel 1862, che promosse più tardi un'azione giudiziaria, il 30 gennaio 1886. Nel 1889 il brevetto del "motore Otto" venne attribuito alla Gasmotorenfabrik Deutz, prima in Germania e successivamente in altri paesi.
Così Nikolaus Otto venne riconosciuto sotto il Deutschen Reich inventore del motore a quattro tempi e Deutz elargì a Reithmann 25.000 Goldmark e un vitalizio. Christian Reithmann rinunciò con una scrittura privata a rivendicare alla Deutz AG il primato di Otto come inventore del motore a quattro tempi. Deutz riuscì a mantenere il trattato segreto fino al 1949, quando Arnold Langen, il biografo di Nikolaus Otto, pubblicò la storia dei processi Reithmann in forma di libro.
Anche Felice Matteucci e Eugenio Barsanti, con il loro motore del 1853, ebbero un ruolo nello sviluppo del motore a ciclo Otto e molti considerano i due i primi inventori del motore a combustione interna.

## Omaggi
- Nel 1882 Otto ricevette il titolo di dottore emerito dalla facoltà di filosofia della università di Würzburg.

- Otto è il nome dato al ciclo Otto.

- Alla stazione di Köln Messe/Deutz è presente un monumento a Nicolaus August Otto e Eugen Langen. Sono intitolate a Nicolaus August Otto anche scuole a Bad Schwalbach, Diez, Nastätten, Köln-Deutz e Berlin-Lichterfelde.

- A Kiel, nel quartiere Wellsee, vi è la Otto Straße.[6]

## Galleria d'immagini

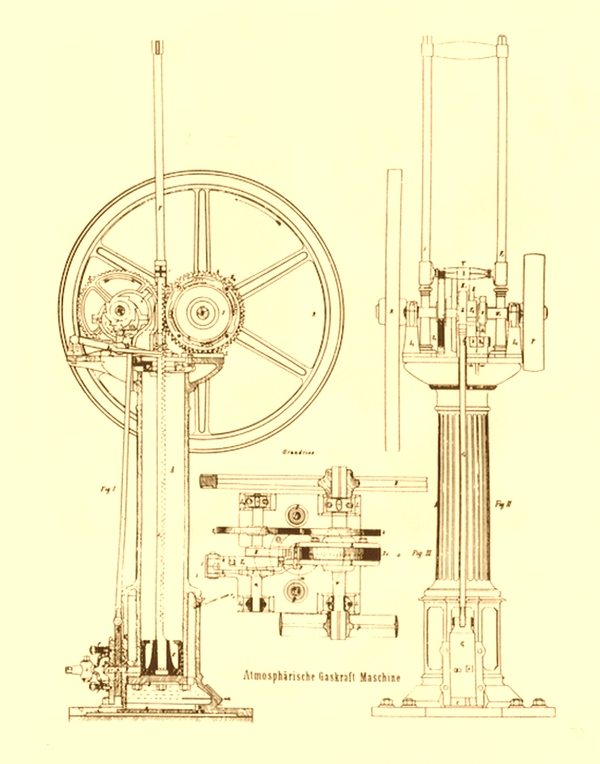
Motore Otto-Langen del 1867
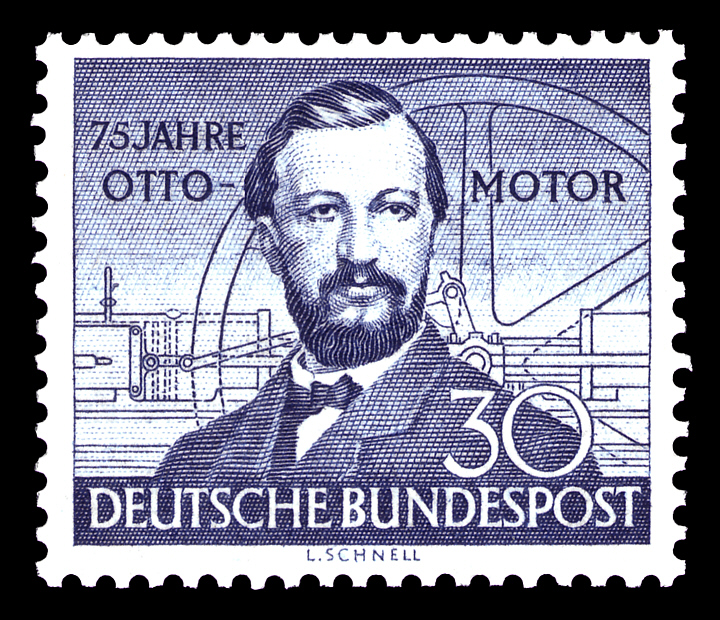
Francobollo delle Deutsche Bundespost del 1952 per i 75 anni del motore Otto
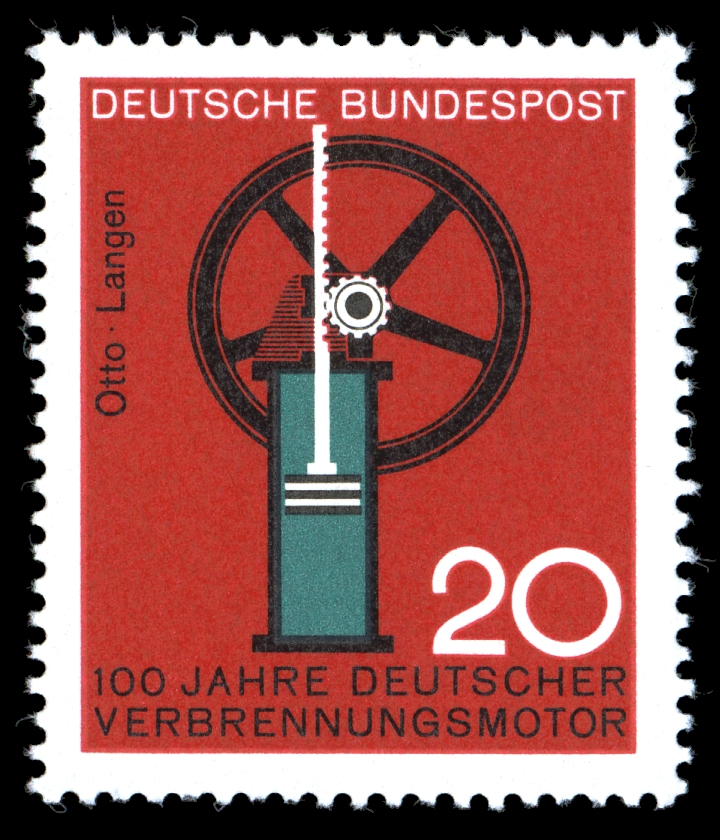
Francobollo delle Deutsche Bundespost del 1964 per i 100 anni del motore a combustione interna
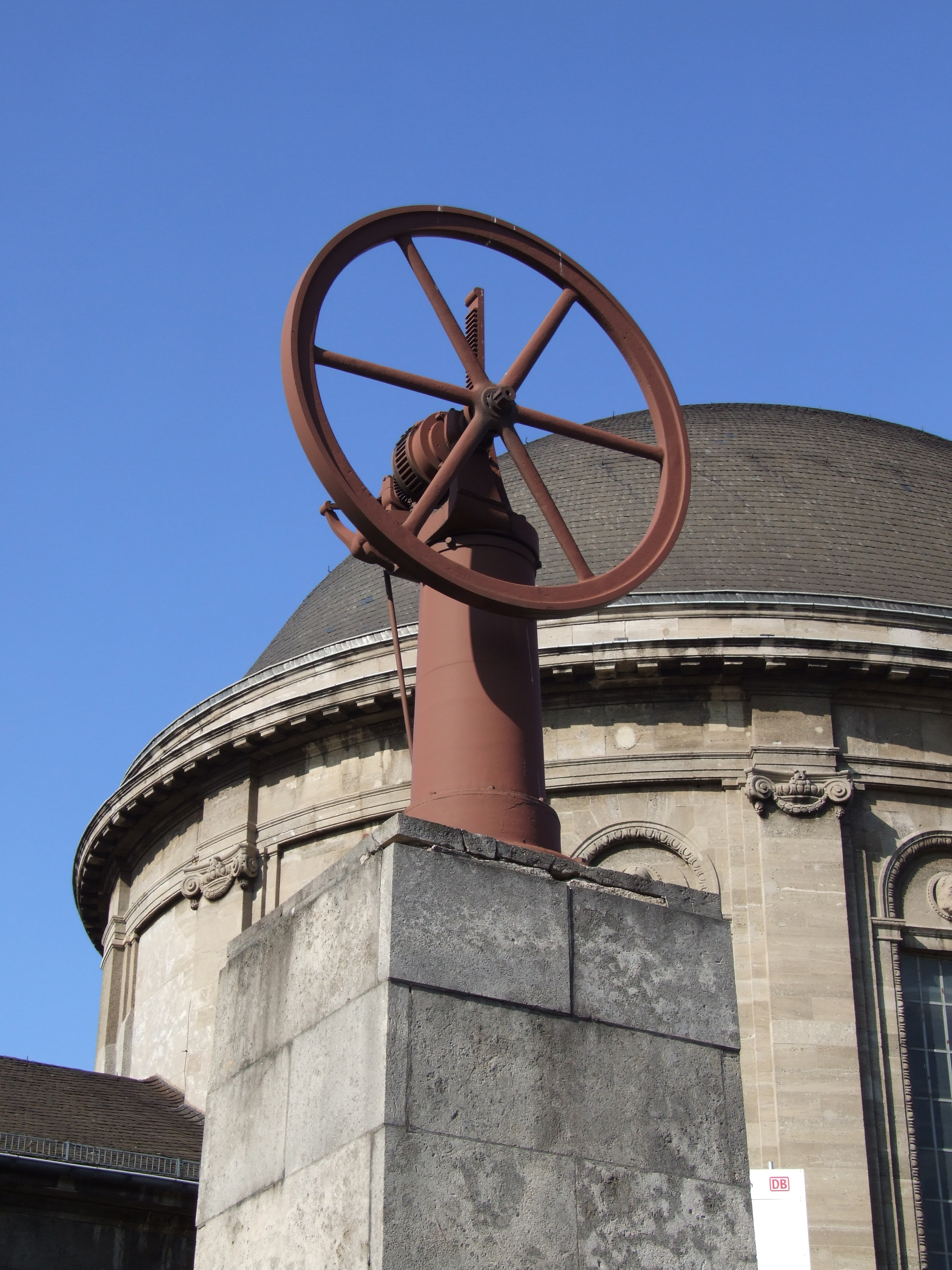
Monumento a Otto e Langen a Köln-Deutz, 2008